# (2552) Remek
(2552) Remek ist ein Asteroid des Hauptgürtels, der am 24. September 1978 vom tschechischen Astronomen Antonín Mrkos am Kleť-Observatorium (Sternwarten-Code 046) nahe der Stadt Český Krumlov in Südböhmen entdeckt wurde.
Der Asteroid wurde nach dem ehemaligen tschechischen Raumfahrer Vladimír Remek (* 1948) benannt, der Mitglied des Europäischen Parlaments für Tschechien ist.